# 銀蝶渡り鳥
『銀蝶渡り鳥』（ぎんちょうわたりどり、Wandering Ginza Butterfly ）は、1972年の日本映画。『銀蝶シリーズ』の第1作。主演：梶芽衣子、監督：山口和彦、脚本：松本功・山口和彦。フォーマットはカラー、画面アスペクト比はシネマスコープ（2.35:1）。87分。
封切り時の同時上映作品は『望郷子守歌』（主演：高倉健、監督：小沢茂弘）。

## ストーリー
不良グループ「緋桜会」の女番長・樋口ナミは対立する本庄組の幹部・矢島を刺殺し、栃木刑務所に収監される。矢島の妻・小枝子の減刑嘆願によりナミの刑期は短縮し、3年で東京に戻る。ナミは父の旧友・原田の経営する銀座のビリヤード店に顔を出し、小枝子の行方を尋ねる。ビリヤード店に居合わせていた手配師・東隆次が小枝子の居場所を教える。小枝子は銀座のクラブ「ブロンコ」のホステスであったが、病気療養中だった。ナミは隆次の紹介で、ブロンコのホステスとなり、身元や事情を告げずに、稼いだ給料を小枝子に手渡しつづける。
銀座では新興の暴力団・大和田興業が幅を利かせていた。大和田興業は事業資金の貸し借りをめぐるトラブルから、対立する東和企画の社長・松平紳之助を追っていた。紳之助は隆次の兄貴分で、ブロンコのママ・佳代の恋人でもあり、ナミが出所時にたまたま知り合った、かつての銀座の顔役であった。大和田は紳之助の行方をあぶり出すため、紳之助の名刺を持っていたナミを事務所に拉致する。事務所に現れた紳之助は借金返済の代わりに偽造株券を大和田に手渡し、ナミは解放される。
かつての囚人仲間・とめがブロンコを訪ねたことからナミの過去が周囲に明らかとなる。回復した小枝子もすべての事情をさとり、ナミを気遣う。
大和田興業はブロンコの乗っ取りを図るため、ホステスたちを大和田経営のバーに引き抜き、部下をブロンコに居座らせる嫌がらせを始める。原因が大和田興業からの不当な担保設定による押し付け融資であることを知ったナミは、原田の仲介で、大和田とのビリヤード対決を申し出る。勝てばブロンコの借金や担保は帳消しになるが、負ければビリヤード場の権利も大和田に奪われるという大勝負だった。
大和田はビリヤード名人のヤクザ・通称「三ッ玉の竜」を雇い、ナミとの対決に臨んだ。試合は得点到達制のスリークッション形式で争われた。竜が優勢の試合運びとなったものの、終盤、残り3点となった竜に薬物の禁断症状が現れ、イニングを取ったナミが逆転勝利した。ところが大和田は約束を破り、経営権譲渡書へのサインを佳代に迫った。そこへ金融会社の社長を連れた紳之助が現れ、借金の契約が不当であったことを証明し、さらにブロンコの経営権が佳代の「夫」である自分にあることを主張して、その場を去る。
収まらない大和田興業はある夜、路上で紳之助を射殺。ナミと隆次は敵討ちのため、大和田興業へ乗り込み、一味を皆殺しにした。

## 出演者
- 樋口ナミ：梶芽衣子
  - 東京・新橋の不良グループを率いていた女番長。出所後にホステスとして社会復帰する中、勤務先のクラブの乗っ取り騒動に巻き込まれる。ビリヤードの名手。仕込み傘が武器。
- 東隆次：渡瀬恒彦
  - 通称「ゴロマキの隆」。手配師で、銀座の住人たちの情報に通じる。ナミにブロンコの仕事を紹介する。
- 佳代：小山明子
  - ブロンコのママ。紳之助の恋人。トラブルになった紳之助のために金を工面するが、それが元で店を乗っ取られそうになる。
- 大和田：南原宏治
  - 大和田興業の社長。
- 五木ひろし（ミノルフォン）：本人
  - ブロンコの専属歌手。歌唱シーンのみでセリフはなく、ストーリーにも関与しない。
- 京子：石井富子
  - ブロンコの古株ホステス。大和田興業が開帳する賭場にのめり込み借金を作る。引き抜き騒動の際に大和田の店舗へ行かず、店を守る。
- ユカ：フラワー・メグ
  - 高校生ながらブロンコでホステスに従事している。引き抜き騒動の際に大和田の店舗へ行かなかったが、その後大和田に捕まり、ブルーフィルム女優として売られる。
- 古川とめ：園佳也子
  - 大阪出身の女スリ。ナミと刑務所で同房だった。東京で再会する。
- 矢島小枝子：青柳三枝子
  - ナミが殺害した暴力団員の妻で、ブロンコのホステス。事件の際、転んだ息子・宏をナミが助け起こす姿を見て極悪人でないことを直感し、刑務所に減刑を嘆願する。
- ユーさん：由利徹
  - ブロンコの常連。スケベな客で、ツケを滞納している。
- 勇：植田峻
  - ブロンコのボーイ。オネエ言葉で話す。病気で倒れた小枝子の世話をしている。
- 美樹：円山理映子
  - ブロンコのホステスであったが、同僚を引き連れて大和田経営のバーに移る。正体は大和田の情婦で、あらゆる形でナミを妨害する。
- 三ッ玉の竜：丹羽又三郎
  - ナミとビリヤードで対決するヤクザの男。薬物中毒者で、禁断症状のためにプレイ不能となる。
- 原田：清水元[2]
  - ビリヤード場の主人。ナミの父の旧友で、出所後のナミを店に住まわせる。一見好々爺風だが、頬に傷跡がある。銀座の古株で、ヤクザにも顔が利く。

- 宮本：北川恵一
  - 大和田興業幹部。
- 花井：佐藤晟也
  - 大和田興業幹部。レンズの小さなサングラスと長い口ヒゲが特徴。紳之助の探索、賭場の胴元、ビリヤード対決の際のスコアラーなど、あらゆる役割を務める。
- 秋山：土山登士幸
  - 大和田興業幹部。
- 賀山：団巌
  - 土木会社の社長。ブロンコのツケを滞納したため、ナミにダンプカーを奪われる。
- 大和田の子分：須賀良
- 西村：相馬剛三
  - 「西村金融」の社長。大和田興業が開帳する賭場の常連客。大和田によるブロンコ乗っ取り計画の片棒を担がされる。
- みどり：小林千枝
  - ブロンコの元ホステス。美樹に同調し、大和田の店に移籍する。
- ホステス：続圭子
- 賭場の客：谷本小代子
- 女囚：荒木祥子
- ずべ公（緋桜会）：白石恵美子
- 香織：田中あけみ
  - ブロンコの元ホステス。美樹に同調し、大和田の店に移籍する。
- 賭場の客：河野洋子
- ずべ公（緋桜会）：亀井和子
- 賭場の客：藤井まゆみ
- 矢島満：亀山達也
  - ヤクザで、小枝子の夫。新橋の路上でナミに殺害される。
- 大和田の子分：佐川二郎
- 大和田の子分：清水照男
- 大和田の子分：畑中猛重
- 銀子：川崎純子
  - 孤児の少女。銀座で花売りに従事している。
- 宏：川崎京三
  - 小枝子の息子。ナミが自分の父を殺害した犯人と知らず、おもちゃなどを贈られて喜ぶ。
- 香織の男：守山竜二
- バーテン：金子洋一
- 刑務所長：山田甲一
- バーテン：木村修（クレジットなし）

- 松平紳之助：梅宮辰夫
  - 東和企画の社長。通称「コマシの紳」。隆次の兄貴分。大和田興業に暗殺される。

## スタッフ
- 監督：山口和彦
- 脚本：松本功、山口和彦
- 企画：吉峰甲子夫
- 撮影：仲沢半次郎
- 録音：井上賢三
- 照明：元持秀雄
- 美術：北川弘
- 編集：長沢嘉樹
- 助監督：小平裕
- 擬斗：日尾孝司
- スチール：藤井善男
- 音楽：津島利章
- 撞球指導：林学堂、肥土康子

## 主題歌・挿入歌
- 主題歌
  - 『銀蝶渡り鳥』（歌：梶芽衣子）

作詞：川内康範／作曲：曽根幸明（テイチクレコード）

- 挿入歌
  - 『銀蝶ブルース』（歌：梶芽衣子）

作詞：川内康範／作曲：曽根幸明（テイチクレコード）
  - 『かもめ町みなと町』（歌：五木ひろし）

作詞：山口洋子／作曲：筒美京平（ミノルフォンレコード）

## 製作
梶芽衣子は1971年8月に日活を退社してフリーとなり、テレビで活躍していた。東映は梶を売り出すべく、梶の東映初出演映画として本作を企画した。
企画者である東映東京撮影所のプロデューサー・吉峰甲子夫は、「ポール・ニューマンの『ハスラー』を女でやりたいんだ」と口説いた。梶自身も「私にピッタリじゃないの」と承諾した。ビリヤードを題材にした映画は珍しく、当時としても有名なものは『ハスラー』ぐらいしかなかった。梶は『ハスラー』を観ておらず、対戦相手役の丹羽又三郎からビリヤードを習った。
撮影中に藤純子が結婚、引退を発表したため、急遽、梶を「ポスト藤純子」として売り出すことになり、洋服で撮った本作のポスターを慌てて和服で撮り直した。「ポスト藤純子」として売り出されたのは梶が最初ということになる。差し替えポスター写真はロケ先の工事現場で「趣味の悪い」和服を着せられて撮影したため、梶は「私の俳優人生で最も嫌いな写真」と述べている。公開時、「東映任侠路線ファンの秘蔵っ子女優・藤純子の結婚、引退のニュースは、マスコミを騒がせ、藤ファンに大きな失望を与えた。そうした中で、新女やくざ路線の『銀蝶渡り鳥』を引っ下げ、期待の女優、梶芽衣子が東映のスクリーンに初登場する」と報道された。

## 評価
穂積純太郎は「梅宮辰夫もいい役だし、その弟分・渡瀬恒彦も悪くない。山口和彦という監督を僕はよく知らないが、さらりと割と上手い。正義が勝つか悪が勝つか、玉突きのスリークッションで決めるのもパターンとしては変わっていると思う。でもね、あまりハラハラはしない。梶芽衣子が負けるわけがないから」などと評している。